# 貝克梅耶爾 (伊利諾伊州)
貝克梅耶爾（英語：Beckemeyer）是位於美國伊利諾伊州克林頓縣的一個村落。

## 地理
貝克梅耶爾的座標為38°36′19″N 89°26′07″W / 38.60528°N 89.43528°W，而該地最高點為海拔高度140米（即459英尺）。

## 人口
根據2010年美國人口普查的數據，貝克梅耶爾的面積為1.59平方千米，當中陸地面積為1.59平方千米，而水域面積為0.00平方千米。當地共有人口1040人，而人口密度為每平方千米654人。